# Carinoturris polycaste
Carinoturris polycaste är en snäckart som först beskrevs av Dall 1919.  Carinoturris polycaste ingår i släktet Carinoturris och familjen Turridae. Inga underarter finns listade i Catalogue of Life.